# Listen to My Heart (singel)
„Listen to My Heart” – czwarty japoński singel BoA, wydany 17 stycznia 2002 roku przez Avex Trax. Singel promował album o tym samym tytule. Osiągnął 5 pozycję w rankingu Oricon Singles Chart i pozostał na liście przez 9 tygodni, sprzedał się w nakładzie 179 590 egzemplarzy i zdobył status złotej płyty.
Singel został wydany na płycie gramofonowej 30 marca 2002 roku.

## Lista utworów

### CD
| Nr | Tytuł                                  | Słowa            | Kompozycja       | Aranżacja     | Czas |
| -- | -------------------------------------- | ---------------- | ---------------- | ------------- | ---- |
| 1. | „Listen to My Heart”                   | Natsumi Watanabe | Kazuhiro Hara    | Kazuhiro Hara |      |
| 2. | „Snow White”                           | Yūko Ebine       | Moribun Kawamoto | Ken Harada    |      |
| 3. | „Listen to My Heart” (English Version) | Natsumi Watanabe | Kazuhiro Hara    | Kazuhiro Hara |      |
| 4. | „Listen to My Heart” (Instrumental)    |                  | Kazuhiro Hara    | Kazuhiro Hara |      |
| 5. | „Snow White” (Instrumental)            |                  | Moribun Kawamoto | Ken Harada    |      |

### Płyta gramofonowa
Strona A
1. „Listen to My Heart” (Hex Hector Japanese Club Mix)

Strona B
1. „Listen to My Heart” (Hex Hector Main English Club Mix)
2. „Listen to My Heart” (Original Japanese Version)

## Nagrody
- Japan Record Award – „złota nagroda” (jap. 金賞)[5].